# Joyeux Anniversaire
Ne doit pas être confondu avec Bon Anniversaire.
Joyeux Anniversaire (France), Bonne fête à toi ou tout simplement Bonne Fête  (Canada), en anglais : Happy Birthday to You, est une chanson traditionnellement chantée pour célébrer l'anniversaire de naissance d'une personne vivante. 
Cette chanson, originellement écrite en anglais est, selon le Livre Guinness des records, la chanson la mieux identifiée dans cette langue. Les paroles ont été traduites dans au moins dix-huit langues.

## Historique

### Origines

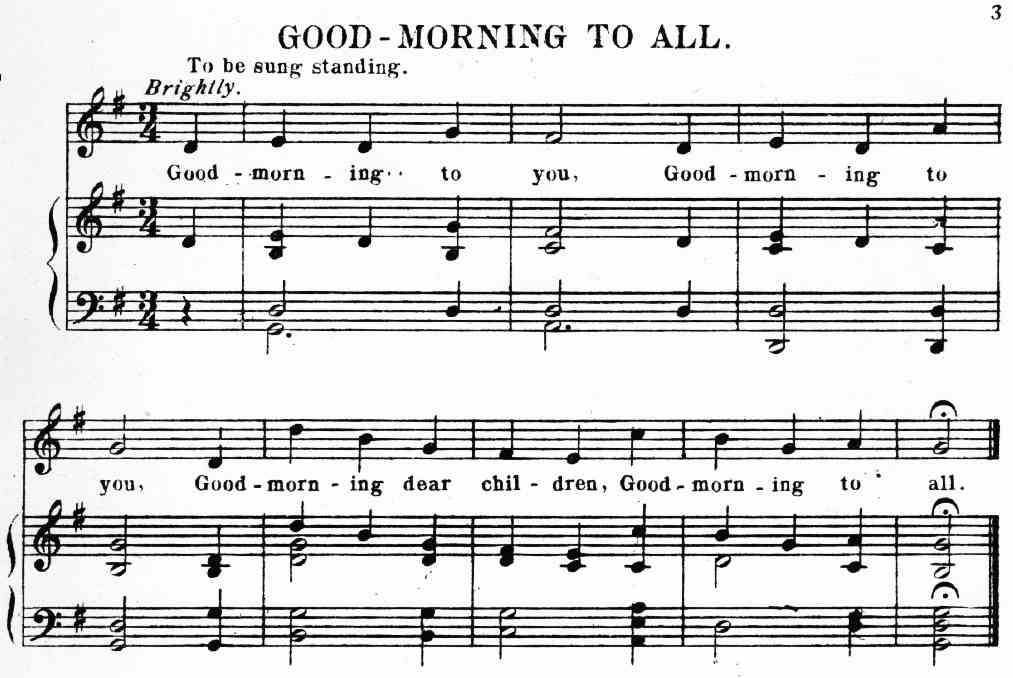
La partition de Good Morning to All (domaine public).

La mélodie de Happy Birthday to You provient de Good Morning to All (« Bonjour à tous »), comptine écrite et composée en 1893 par deux sœurs américaines, Patty et Mildred Hill, institutrices à l'école Little Loomhouse de Louisville, et destinée à être chantée par leurs élèves pour débuter la journée. Les jeunes élèves des sœurs Hill ont tellement apprécié la version de Good Morning to All de leurs professeurs qu'ils ont commencé à le chanter spontanément lors des fêtes d'anniversaires.
Elles publièrent leur chanson en 1893 dans leur livre de chant Song Stories for the Kindergarten. Cependant, de nombreuses personnes estiment que les sœurs Hill ont vraisemblablement copié la mélodie et l'idée des paroles sur d'autres chansons de l'époque. Parmi les chansons similaires antérieures figurent notamment Happy Greetings to All (1858) de Horace Waters, Good Night to You All (1858), A Happy New Year to All (1875) et A Happy Greeting to All (1885).

### Premières publications
La première attestation écrite de l'association entre la mélodie et les paroles « Happy Birthday to You » date de 1912. Ces apparitions anciennes ne donnaient pas crédit aux auteurs initiaux. En 1924, Robert Coleman fait figurer Good Morning to All dans un livre de chants d'anniversaire, en indiquant les paroles d'anniversaire en second couplet. Coleman publia également Happy Birthday dans The American Hymnal en 1933. En 1928, la chanson était également publiée par Andrew Byers, Bessie L. Byrum and Anna E. Koglin dans Children's Praise and Worship.

### Droits d'auteur et polémiques
En 1935, The Summy Company dépose les droits de la chanson Happy Birthday to You aux noms de Preston Ware Orem (en) et R. R. Forman. Une nouvelle entreprise, Birch Tree Group Limited, est créée pour mettre en pratique la protection desdits droits. Lors de son rachat en 1988 par Warner Chappell Music, les droits de la chansons sont estimés à 5 millions USD. Dès lors, l'entreprise maintient que la chanson Happy Birthday to You, qui n'entrera dans le domaine public qu'en 2030, ne peut pas être chantée publiquement sans avoir à payer une redevance. Cela comprend l'usage dans un film, à la télévision, à la radio, dans un lieu public, ou dans un groupe où une part significative de l'audience ne fait pas partie du cercle familial de ceux chantant.
Le film documentaire The Corporation (2003) prétend que Warner Chappell facture jusqu'à 10 000 dollars américains pour une occurrence de la chanson dans un film. En 2014, les réalisateurs d'un documentaire sur la chanson, produit par Good Morning to You Productions, affirment avoir pu utiliser le titre contre 150 000 dollars versés à Warner Chappell.
Le documentaire Eyes on the Prize (en) portant sur Martin Luther King est quant à lui devenu indisponible à la vente en raison de problèmes de droits d'auteur, dont Happy Birthday to You, entre 1992 et 2005, quand une arrivée de fonds a permis de procéder au règlement des sommes réclamées ; la télévision publique américaine a pu ainsi rediffuser le documentaire en février 2008.
Le statut de protection de la chanson commence à attirer l'attention à l'occasion du vote de la loi américaine d'extension du terme des droits d'auteur en 1998. En 2003, dans l'affaire Eldred v. Ashcroft (en) que la Cour suprême des États-Unis a eu à traiter, le juge Stephen Breyer mentionne Happy Birthday to You dans son opinion dissidente.
Le 22 septembre 2015, le juge fédéral George H. King (in Rupa Marya c. Warner/Chappell Music, Inc.
) finit par statuer que les prétentions de Warner étaient infondées et que la chanson faisait bel et bien partie du domaine public depuis 1921 au motif que la mélodie a très probablement été empruntée à des chansons populaires de l'époque. De plus, les paroles « Happy Birthday to You » auraient été improvisées par un groupe d'enfants de cinq ou six ans qui n'ont jamais reçu aucun dédommagement,,,.

## Traductions
| Langue                     | Texte traduit                        | Phonétique                                                      |
| -------------------------- | ------------------------------------ | --------------------------------------------------------------- |
| Français Français canadien | Joyeux Anniversaire Bonne Fête       | [ʒwajøzanivɛʁsɛʁ] [bɔn fæɪ̯t] ~ [bɔn faɪ̯t]                       |
| Allemand                   | Zum Geburtstag viel Glück            | [t͡sʊmgəˈbʊɐtstakfiːlˈglʏk]                                      |
| Anglais                    | Happy birthday to you                | [ˈhapiˌbɜːθdeɪ̯] (Royaume-Uni)/[ˈhæpiˌbɚθdeɪ̯] (États-Unis)       |
| Arabe                      | سنة حلوة يا جميل عيد ميلاد سعيد      | [sana halwè ya gami:l] [ʕiːd miˈlad saˈʕiːd]                    |
| Arménien                   | Տարեդարձ է այսօր                     |                                                                 |
| Basque                     | Zorionak zuri                        | [sorionak suri]                                                 |
| Bengali                    | শুভ জন্মদিন !                           | [ʃubʱodʒɔnmod̪in]                                                |
| Biélorusse                 | З днём нараджэння                    | Z dnyom naradžennya [zdn̪ʲɔmnaradʐɛn̪ʲn̪ʲa]                        |
| Breton                     | Deiz-ha-bloaz laouen                 | [deablalauen]                                                   |
| Catalan                    | Per molts anys                       | [pərmolzanʃ]                                                    |
| Chinois                    | 生日快樂 / 生日快乐                  | shēngrì kuàilè [ʂə́ŋʐɨkʰu̯âɪ̯lə̂]                                   |
| Coréen                     | 생일 축하합니다                      | [sʰe̞ŋ.iɭ.t͡ɕʰu.kʰa̠.ha̠m.ni.da̠]                                    |
| Créole haïtien             | Bòn fèt                              | [bɔn fɛt]                                                       |
| Espagnol                   | Feliz cumpleaños                     | [feliθkumpleˈaɲos]                                              |
| Espéranto                  | Feliĉan naskiĝtagon                  | [felit͡ʃanːaskid͡ʒtaɡon]                                          |
| Finnois                    | Paljon onnea vaan                    |                                                                 |
| Galicien                   | Parabéns para ti!                    |                                                                 |
| Gallois                    | Penblwydd hapus                      | [pɛnblʊɨðhapɨ̞s]                                                 |
| Grec                       | χαρούµεvα γενέθλια                   | [xaˈrumena jeˈnɛθlja]                                           |
| Hébreu                     | יוֹם הֻלֶּדֶת שָׂמֵחַ                         | yom huledet sameakh                                             |
| Hindi                      | जन्मदिन मुबारक                           | [janmadinmubarka]                                               |
| Hongrois                   | Boldog születésnapot                 | [ˌboldoɡˈsylɛteːʃnɒpot]                                         |
| Irlandais                  | Breithlá sona                        | [brɛhɛtlasona]                                                  |
| Islandais                  | Til hamingju með afmælið             | [tʰɪlhamɪncʏ:mɛðafmaɪlɪθ]                                       |
| Italien                    | Buon compleanno ou Tanti auguri a te | [bwɔŋkompleˈanːo]                                               |
| Japonais                   | お誕生日おめでとう                   | [otanʒoːbi omedetoː]                                            |
| Latin                      | Natalis beati                        | [naːˈtaːlɪs bɛˈaːtiː]                                           |
| Lingala                    | Mbotama elamu                        |                                                                 |
| Malgache                   | Arahaba ianao                        | [arahaba ianao]                                                 |
| Pandunia                   | salam jen den                        | [saˈlam d͡ʒen den]                                               |
| Persan                     | تولدت مبارک                          | [tavalodat mobarak]                                             |
| Polonais                   | Wszystkiego najlepszego              | [fʂɨstkʲɛgo najlɛpʂɛgo]                                         |
| Portugais                  | Feliz aniversário, parabéns          | [fəˌliʒɐnivəɾˈsaɾiu], [pɐɾɐbɐ̃j̃ʃ]                                |
| Roumain                    | La mulți ani                         | [lamultsʲanʲ]                                                   |
| Russe                      | С днём рожде́ния                      | S dnyóm rozhdéniya [ˈzdnʲɵmrɐʐˌdʲenʲɪjə]                        |
| Serbe                      | Cрећан рођендан / Srećan rođendan    | [srêt͡ɕanrôd͡ʑɛndaːn]                                             |
| Slovaque                   | Všetko najlepšie                     | [ˈfʃɛtkoˌnajlɛpʃɪjɛ]                                            |
| Suédois                    | Grattis på födelsedagen              |                                                                 |
| Tagalog                    | Maligayang Bati                      |                                                                 |
| Tchèque                    | Všechno nejlepší                     | [ˈfʃɛxnoˌnɛjlɛpʃiː]                                             |
| Thaï                       | สุขสันต์วันเกิด                           | [suk̚˧san˩˧wan˩˧kɜt̚˩]                                            |
| Vietnamien                 | Chúc mừng sinh nhật                  | [t͡ɕʊk̚˦˥ mɨ̞ŋ˨˩ sɪŋ˧ ɲət̚˩] (Nord)/ [t͡ɕʊk̚˦˥ mɨ̞ŋ˨˩ ʂɨ̞n˧ ɲək̚˩] (Sud) |

## Paroles
La chanson initiale a été adaptée en au moins dix-huit langues pour célébrer les anniversaires. Dans la version initiale et la plupart des traductions, elle consiste en quatre vers reprenant l'exclamation « Joyeux anniversaire », avec des mots choisis pour contenir le nombre de syllabes adapté à la mélodie. Le troisième vers est différent et contient le nom de la personne dont l'anniversaire est souhaité. Certaines versions, comme en portugais, contiennent deux couplets plus développés. Pour d'autres versions, comme en espagnol, de nombreuses variantes nationales sont connues. Enfin, lorsque la chanson est interprétée à l'occasion d'un anniversaire, il arrive en anglais que la personne fêtée réponde par un couplet du même genre, remerciant les personnes présentes.

### Good Morning to All(version d'origine)
Good morning to you
Good morning to you
Good morning, dear children
Good morning to all.

### Happy Birthday to You
Happy birthday to you
Happy birthday to you
Happy birthday dear [prénom de la personne dont c'est l'anniversaire]
Happy birthday to you.

### Joyeux Anniversaire
Joyeux anniversaire
Joyeux anniversaire
Joyeux anniversaire [prénom de la personne dont c'est l'anniversaire]
Joyeux anniversaire.

### Bonne Fête
Bonne fête [prénom de la personne dont c'est l'anniversaire]
Bonne fête [id.]
Bonne fête, bonne fête
Bonne fête [id.].

## Exécutions publiques notables

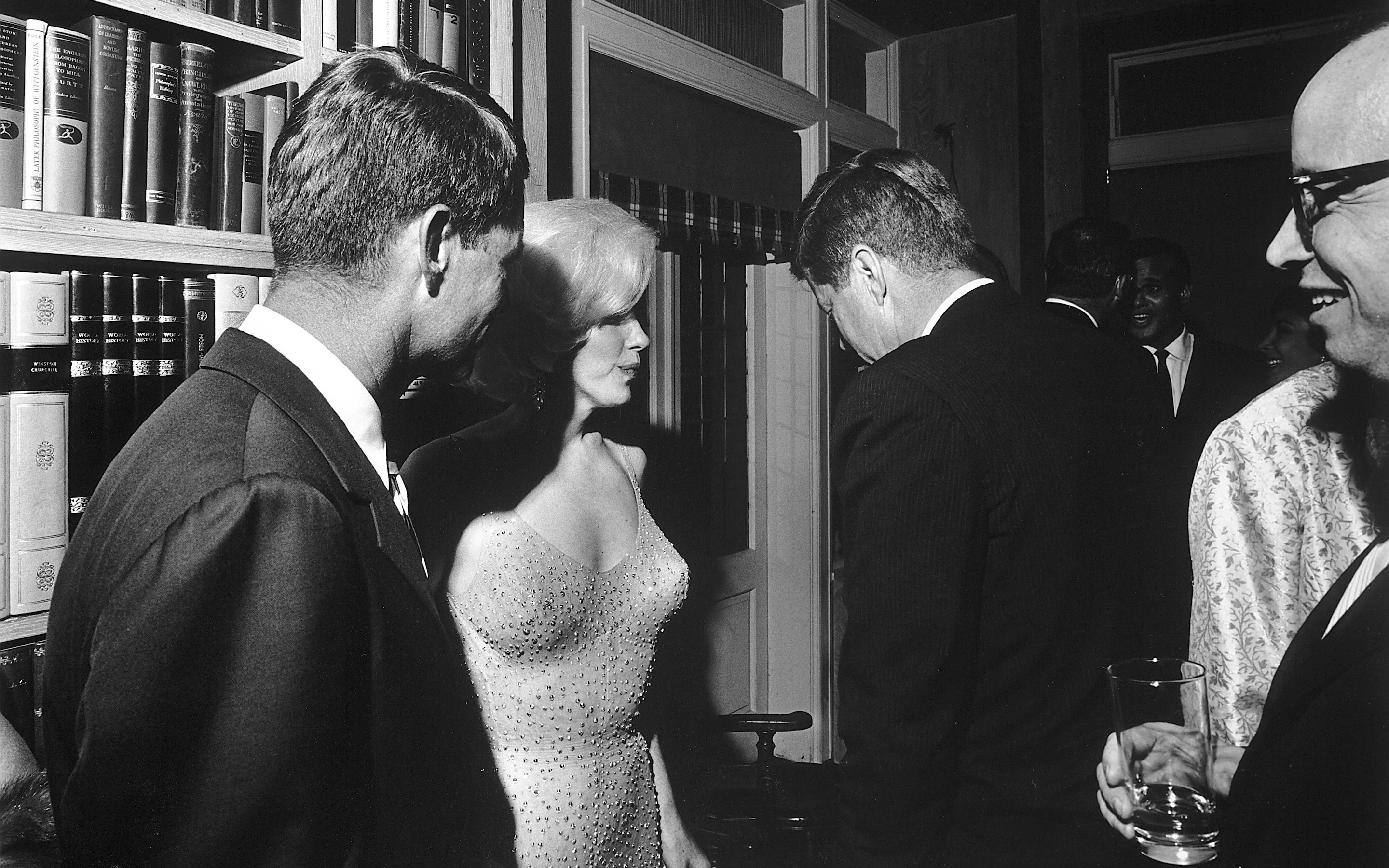
Robert Kennedy (à gauche), Marilyn Monroe et John F. Kennedy (de dos) au gala d'anniversaire du président, le 19 mai 1962 en musique (Madison Square Garden de New York).

Jusqu'en 2015, en raison des problèmes de droit d'auteur, les réalisateurs de films montrent rarement une interprétation complète de Happy Birthday to You, soit en évitant complètement la chanson, soit en la remplaçant par la chanson populaire dans le domaine public For He's a Jolly Good Fellow. La chanson était cependant utilisée librement avant le dépôt d'une demande de protection, par exemple dans le dessin animé Bosko's Party des frères Warner de 1932, où un chœur d'animaux chante la chanson à deux reprises.
En 1955, Igor Stravinsky a adapté une variation sur la chanson, appelée Greeting Prelude, pour célébrer le 80e anniversaire de Pierre Monteux. Le compositeur, né en Russie, indique qu'il n'avait entendu cette chanson pour la première fois que cinq ans auparavant, lorsque, à son grand étonnement, des membres d'un orchestre avec qui il répétait, avaient interprété cette chanson en l'honneur d'une naissance récente parmi les membres de l'orchestre.
L'une des plus célèbres interprétations de Happy Birthday to You est celle de Marilyn Monroe en mai 1962, dans Happy Birthday, Mr. President à l'occasion de l'anniversaire de John F. Kennedy.
Pistes inédites de On Air - Live at the BBC Volume 2
Beautiful Dreamer
On entend le groupe rock britannique The Beatles jouer cette chansonnette sur leur album compilation On Air - Live at the BBC. Elle est enregistrée dans les studios de la radio publique, le 7 septembre 1963 pour l'émission radio Saturday Club (en), diffusée le 5 octobre suivant afin de célébrer le cinquième anniversaire de cette émission populaire. Le groupe l'a encore enregistrée, cette fois à deux reprises aux studios Paris (en) à Londres le 1er mai 1964, pour leur émission From Us to You Say The Beatles du 18 mai pour célébrer le lundi de la Pentecôte. Ces courtes prestations humoristiques a cappella intitulées Whit Monday to You n'ont jamais été publiées commercialement.
La chanson a également été interprétée par l'équipage de la mission Apollo 9, le 8 mars 1969 pour célébrer l'anniversaire de Christopher Kraft, le directeur de la NASA.